# Поль Манандіз
Поль Манандіз (фр. Paul Manandise, нар. 8 червня 1986, Брюссель) — франко-український співак. Народився у Брюсселі. Володіє французькою, англійською, італійською, українською мовами.

## Життєпис
Поль народився у Брюсселі. Мати — француженка, батько — сицилієць. Співати почав з дитинства. Королева Бельгії, почувши виступ, передбачила Полю велике майбутнє.
Здобув класичну освіту в галузі стародавніх мов і культур, грецької і латинської.
Закінчив Королівську консерваторію Брюсселя, з відзнакою «Золотий приз».
Попри волю батьків, які хотіли бачити Поля адвокатом, він самостійно переїхав до Парижу, де розпочав співацьку кар'єру.
Співпрацював з компанією «EMI Music», деякий час фотографувався для компанії «Дізель». Для EMI писав пісні, робив аранжування. Співав у мюзиклі «Ромео і Джульєтта» та інших. Об'їздив світ з гастролями «Ромео і Джульєтта» (Ромео), а також в співпраці з Natalie Cardone.
В Парижі познайомився з оперним співаком, Героєм України Василем Сліпаком, подальша дружба мала величезний вплив на сприйняття Полем української культури, політики, на розуміння місця України в світі.
Поль закохався в українку, Олену, пара рік жила в Парижі, а в 2015 році приїхали жити в Україну.
Поль Манандіз закохався в українську землю, за його власними словами, в Україні Поль відчув себе вдома. Розпочав пісенну, композиторську, виконавчу діяльність. Свій перший патріотичний альбом Поль назвав «Україна мій рай».
Загибель Василя Сліпака в 2016 році боляче відгукнулася в серці Поля Манандіза. З кожним роком його творчість в Україні набуває все більш патріотичного характеру. «Вирушали хлопці», «На війні, як на війні», «Люляй», «Лелеки» — присвячені захисникам України.
Поль Манандіз об'їздив з гастролями всю Україну, і з сольними концертами, і в складі мюзиклу «Моцарт, рок-опера».
Поль Манандіз — перший француз, який отримав звання заслужений артист естрадного мистецтва України.
Співак нагороджений медаллю «За служіння мистецтву» (№566, наказ №12 від 02 грудня 2019р.)
Також Поля Манандіза було нагороджено відзнакою «Музичний Олімп» № 002 (наказ №06 від 01 червня 2020р.)
Поль Манандіз відзначений Статусом «Народний Герой України», (14 лютого 2020р.)
Від Міністерства оборони і військової розвідки України Поль Манандіз нагороджений ювілейною медаллю «30 років Незалежності України» (№3017, наказ №8-30 від  24 серпня 2021р.) та відзнакою «Віра Честь Україна» (№021).
Поль Манандіз нагороджений Орденом Святого Юрія Переможця — за заслуги з відродження духовності, проявлення мужності й героїзму у захисті України та підтримку Української православної церкви Київського патріархату (указ Патріарха Київського і всієї Руси-України Філарета від 07.02.2023р., № 1889), девіз Ордену — «За боротьбу зі злом».
Українські військові нагородили Поля Манандіза медаллю Богдана Хмельницького (№1799, 25 жовтня 2021р.)
Від спілки ветеранів АТО\ООС Поль Манандіз нагороджений медаллю «Гетьман Мазепа», пам'ятним знаком «За оборону рідної Держави» (23 травня 2021р.) Нагороджений пам'ятним знаком «Іван Богун» (22 січня 2021р.)
Від Морської піхоти України Поль Манандіз нагороджений Відзнакою Збройних сил України (№2083, наказ від 7 червня 2022 р.)
Поль Манандіз нагороджений орденом «Лицарський Хрест» (25 серпня 2022р.)
Нагороджений медаллю «За гідність і патріотизм» (№10781, наказ № 25-06 від 8 червня 2022р.)
Від Міжнародної фундації «Лицар Доброї волі» Поль Манандіз нагороджений медаллю "Надія нації" (22 грудня 2020р.), отримав статус і відзнаку «Лицар Доброї Волі» (14 березня 2022р.) — нагороди за особистий виявлений героїзм по Добрій Волі на захисті свободи та незалежності Держави, за самовіддане служіння українському народові. Також нагороджений відзнакою «Архангела Михаїла» (12 грудня 2020р.) і отримав Відзнаку (орден) «Софія Київська» — нагороди за видатний особистий внесок в утвердження та примноження загальнолюдських ідеалів добра і милосердя, за самовіддане служіння українському народові.
Поль Манандіз нагороджений медаллю «Незламним героям російсько-української війни» (нагородний лист 10391 від 17.02.2023р., спілка ветеранів АТО/ООС).
Нагороджений відзнакою "Залізний Хрест" за представленням Асоціації учасників російсько-української війни (№ 120, наказ № 25/ІІ від 25 листопада 2023р.)
З 2020 року Поль Манандіз співпрацює з CIMIC (Цивільно-військове співробітництво) з метою правдивого висвітлення ситуації в Україні.
З 1 травня 2022 року Поль Манандіз займає посаду Голови департаменту Міжнародного впливу і культури Інформаційно-аналітичного центру національної безпеки України — ведення роботи по боротьбі з російською пропагандою як в Україні, так і за її межами, інформування української та міжнародної світової спільноти про дійсну ситуацію в Україні і на фронті.
В квітні 2023 року Державний фонд підтримки України уповноважив Поля Манандіза представляти економічні та гуманітарні інтереси України на території Європейського Союзу.
На теперішній час Поль Манандіз є полковником Європолу, членом Європейської Поліцейської Асоціації. 

## Творчість
Пісні виконує французькою, англійською, італійською та українською мовами.
Поль Манандіз записує українські пісні українською, французькою (перекладає та записує) та англійською мовами — для репрезентації, популяризації у Світі української культури. Співак готує до випуску нові альбоми трьома мовами: українською, французькою, англійською.
«Перш за все, я співак!» — говорить Поль Манандіз. Та ще він пише серйозні аранжування, слова і музику до пісень, що сам виконує, володіє своєю особистою, легко впізнаваною манерою гри на роялі. В пісенній творчості тяжіє до осучаснення та відродження світової естрадної класики, експериментує в стилі поп-рок.
В Україні Поль Манандіз звернувся до надання класичних форм — ораторія, кантата — творам українського фольклору: «Янголи в небі», «Вирушали хлопці». З багатством палітри української народної музики Поля познайомила Народна артистка України Ніна Матвієнко. З нею Поль здійснив свій перший тур Україною. А далі був патріотичний альбом «Мій рай» — зізнання в любові Україні. I виступи з аншлагами по Україні.
Поль Манандіз ставить своєю задачею не лише збереження культур, але й їхнє єднання. Він зробив французьку версію «Минає день» Миколи Мозгового, українською співає «Et si tu n'existais pas» — «Світ без тебе» Джо Дассена, пісню Ніно Рота «Parla più piano» з кінофільму «Хрещений Батько».
У театрі на Липках Києва з аншлагами йде вистава-концерт «Je t'aime/Я кохаю», створена як діалог, де Поль виконує класику французького шансону, а Народна артистка України Анжеліка Гирич читає вірші Ліни Костенко.
У 2020р. Поль Манандіз записав свій другий патріотичний альбом пам'яті Героя України Василя Сліпака і всіх героїв, що віддали своє життя за волю України — «Місія на небі». В альбом увійшли знакові пісні украінської музичної культури: «Місяць на небі», «Два кольори», «Ой, чий то кінь стоїть...»
У 2019р. Поль записав пісню «Лелеки», що набула великого резонансу, особливо серед захисників України.
Полем Манандізом захоплюються: його безмежною любов'ю до України, солідарністю з її захисниками, його благодійними вчинками та активністю.
З епідемією Ковіду Поль Манадіз більше працює в студії. Він записав низку італійської класики: «Caruso», «Per te», французької та англомовної. Всі записи є на Youtube чи сторінках Фейсбук, в роботі у співака 11 альбомів.
Перший тур українськими містами Поль провів, виступаючи разом з Ніною Матвієнко.
Кліп на пісню «Небокрай» за кілька днів набрав на Youtube 60 тис. переглядів.
Полеві подобається звучання українських народних пісень, звучання бандури, він записав пісні з цим українським народним інструментом. Гімн України під бандуру у виконанні Поля Манандіза українською та французькою мовами звучить по-особливому.
Переклав пісню «Джеральдіна» Арсена Мірзояна французькою.
З осени 2017 року був солістом всеукраїнського туру Моцарт, рок-опера, де виконував роль Леопольда Моцарта.
Створив кавер-версію пісні «Вовчиця» Винника Олега французькою мовою у більш ліричному жанрі виконання.
8 червня 2018 року — у свій День народження, презентував свій перший патріотичний та повністю український альбом «Мій рай». «Мій рай» — це краще з українських народних пісень та власних хітів співака, зібраних за 3 роки невтомної праці в Україні, сповнених любові до краю та патріотизму! Зі слів самого Поля Манандіза: «Побувавши в українських Карпатах, я зрозумів, що Україна — це мій рай». Разом з найбільшою вишиванкою Поль Манандіз проїхав більше 20 міст України.
22 червня 2018 року Поль Манандіз презентував кліп «В твоїх очах» на пісню з патріотичного українського альбому «Мій рай».
З 25 червня 2018 року — тур по 35 містах Західної України
У жовтні 2018 року був учасником національного відбору всеукраїнського талант-шоу X-Фактор, 9 сезон в місті Дніпро з піснею «J'accuse mon pere» з Моцарт, рок-опера.
Поль Манандіз — перший франкобельгієць, який отримав звання заслужений артист естрадного мистецтва України.
1 жовтня 2021 року, в Міжнародний день музики, Поль Манандіз представив широкій аудиторії новий патріотичний альбом «Місія на небі», який він присвятив усім захисникам України, волонтерам, побратимам, в тому числі й Герою України Василеві Сліпаку.
«Я знаю, що Василь зі мною!  Ми сумуємо за тобою, мій брате! І, Василю, знайте, що, коли я співаю, я думаю про Вас! (...) Цей альбом — більше, ніж альбом. Це два роки роботи і життя. (...) Це — моя любов до України та до українців!» — написав з цього приводу Поль Манандіз.
Про місію артиста ввечорі 14 лютого 2022 року, в Києві, звідки Поль Манандіз і не думає нікуди евакуюватися через загрозу перетворення російсько-української війни в повномасштабну, в інтерв'ю Поль сказав: «Сьогодні європейська держава Україна на передовій захищає всю Європу – і Європа має дякувати Україні за те, що її кращі сини й доньки віддають свої  життя і за мирну Європу. (...) Дуже важливим є український менталітет… Європа звикла до індивідуалізму (...) На прикладі України — волонтерського руху і добровольців – європейцям можна нагадати, що ми, люди, дуже сильні, коли ми разом. (...) Я би хотів говорити саме про роль артиста.  Бог дає артистам  більше, ніж іншим — і відповідальність в них більша. І я вважаю, що моя місія — розповідати світу правду про Україну, про її історію, її культуру… і її війну. Саме про це мій альбом „Місія на небі“» (Поль Манандіз: «Ми на передовій війни добра і зла») 
З початком широкомасштабного вторгнення Росії в Україну 24 лютого 2022 року Поль Манандіз залишився в Україні і активно продовжує свою волонтерську благодійну діяльність, допомагає фронту і захисникам України,  бореться  на культурному і інформаційному фронті: дає велику кількість інтерв'ю закордонним журналістам, висвітлює справжню ситуацію щодо російсько-української війни і боротьби українського народу іноземним ЗМІ, закликає лідерів країн Світу і їх громадян до допомоги Україні, продовжує свою музичну творчу пісенну діяльність. «...я знаю сьогодні, що історія — це і я також. Бачу, що навіть одна людина може багато, якщо захоче. І вірю, що багато таких свідомих „я“, об'єднаних в одне, справді мають велику потугу знищити зло. Навіть якщо воно і здається незнищенним…» (Поль Манандіз)

### Пісні альбому
- Летимо[72]
- Небокрай[73]
- Просто піти[74]
- В твоїх очах[75]
- Ніч яка місячна[76]
- Люляй-Люляй[77]
- Твоя зброя[78]
- Це ти[79]
- Зацілую (з Оленою Манандіз)[80]
- Вирушали хлопці[81]
- Янголи в небі[82]
- Війна[83]
- Моя перша любов[84]
- Мій рай[85]

### Відеокліпи
- Let me Fall[86]
- Гром[87]
- Небокрай[88]
- Люляй-Люляй (разом з Рудницькою Анжелікою)[89]
- Різдво[90]
- Зацілую (разом з Оленою Манандіз)[91]
- В твоїх очах[92]

## Сім'я
- Батько Поля італієць із Сицилії,
- мати француженка,
- син від першого шлюбу Саша Манандіз (2007р.н.), живе з матір'ю у Бельгії.
- Поль Манандіз має дочку Мію (2019р.н.).